# Jútir-Mijáilivki
Jútir-Mijáilivki (en ucraniano: Хутір-Михайлівський; en ruso: Хутор-Михайловский) es una ciudad ucraniana perteneciente al óblast de Sumy. Situada en el norte del país, es parte del raión de Shostka y centro del municipio (hromada) homónimo.

## Toponimia
Desde 1962 hasta 2024, el nombre del asentamiento era Druzhba (en ucraniano: Дружба, romanizado: amistad; en ruso: Дружба). 

## Geografía
Jútir-Mijáilivki se encuentra en el valle del río Zhuravka, a 20 km de Yampil y 191 km al norte de Sumy.  

### Clima
| Parámetros climáticos promedio de Druzhba (1981-2010) | Parámetros climáticos promedio de Druzhba (1981-2010) | Parámetros climáticos promedio de Druzhba (1981-2010) | Parámetros climáticos promedio de Druzhba (1981-2010) | Parámetros climáticos promedio de Druzhba (1981-2010) | Parámetros climáticos promedio de Druzhba (1981-2010) | Parámetros climáticos promedio de Druzhba (1981-2010) | Parámetros climáticos promedio de Druzhba (1981-2010) | Parámetros climáticos promedio de Druzhba (1981-2010) | Parámetros climáticos promedio de Druzhba (1981-2010) | Parámetros climáticos promedio de Druzhba (1981-2010) | Parámetros climáticos promedio de Druzhba (1981-2010) | Parámetros climáticos promedio de Druzhba (1981-2010) | Parámetros climáticos promedio de Druzhba (1981-2010) |
| Mes                                                   | Ene.                                                  | Feb.                                                  | Mar.                                                  | Abr.                                                  | May.                                                  | Jun.                                                  | Jul.                                                  | Ago.                                                  | Sep.                                                  | Oct.                                                  | Nov.                                                  | Dic.                                                  | Anual                                                 |
| ----------------------------------------------------- | ----------------------------------------------------- | ----------------------------------------------------- | ----------------------------------------------------- | ----------------------------------------------------- | ----------------------------------------------------- | ----------------------------------------------------- | ----------------------------------------------------- | ----------------------------------------------------- | ----------------------------------------------------- | ----------------------------------------------------- | ----------------------------------------------------- | ----------------------------------------------------- | ----------------------------------------------------- |
| Temp. máx. media (°C)                                 | -2.7                                                  | -2.1                                                  | 3.6                                                   | 12.9                                                  | 20.0                                                  | 23.1                                                  | 25.0                                                  | 24.1                                                  | 17.8                                                  | 10.8                                                  | 2.6                                                   | -1.8                                                  | 11.1                                                  |
| Temp. media (°C)                                      | -5.6                                                  | -5.7                                                  | -0.6                                                  | 7.5                                                   | 13.8                                                  | 17.3                                                  | 19.1                                                  | 17.8                                                  | 12.2                                                  | 6.4                                                   | -0.1                                                  | -4.4                                                  | 6.5                                                   |
| Temp. mín. media (°C)                                 | -8.5                                                  | -9.1                                                  | -4.3                                                  | 2.7                                                   | 7.9                                                   | 11.7                                                  | 13.4                                                  | 12.1                                                  | 7.5                                                   | 2.7                                                   | -2.5                                                  | -7.0                                                  | 2.2                                                   |
| Precipitación total (mm)                              | 42.1                                                  | 42.4                                                  | 38.2                                                  | 45.5                                                  | 54.9                                                  | 69.8                                                  | 89.1                                                  | 60.1                                                  | 61.8                                                  | 54.4                                                  | 48.8                                                  | 47.2                                                  | 654.3                                                 |
| Días de precipitaciones (≥ 1.0 mm)                    | 10.2                                                  | 9.7                                                   | 9.1                                                   | 8.4                                                   | 8.8                                                   | 9.6                                                   | 9.7                                                   | 7.6                                                   | 8.5                                                   | 9.0                                                   | 9.4                                                   | 10.2                                                  | 110.2                                                 |
| Humedad relativa (%)                                  | 85.7                                                  | 83.2                                                  | 78.5                                                  | 71.0                                                  | 68.7                                                  | 73.5                                                  | 74.6                                                  | 74.1                                                  | 79.1                                                  | 82.9                                                  | 87.7                                                  | 84.5                                                  | 78.6                                                  |
| Fuente: World Meteorological Organization             |                                                       |                                                       |                                                       |                                                       |                                                       |                                                       |                                                       |                                                       |                                                       |                                                       |                                                       |                                                       |                                                       |

## Historia
En tiempos del Hetmanato cosaco había dos asentamientos, Zhuravka y Yurasivka. El pueblo de Zhuravka debe su nombre al río Zhuravka en el que se encuentra. A finales del siglo XVII, estos pueblos pertenecían a Andri Hamaliya, cuyo hijo era una persona de ideas afines y partidario de Iván Mazepa. Después de la batalla de Poltava en 1709, el zar Pedro I entregó estos pueblos al terrateniente Golovin, cuyos descendientes los vendieron más tarde a la familia Kochubey.
A principios de la década de 1830, Zhuravka, Yurasivka y sus alrededores fueron comprados por el industrial M. Tereshchenko, quien fundó una refinería de azúcar que funcionó hasta 1995. Se formó un nuevo asentamiento cuando los trabajadores de la fábrica se establecieron, que Tereshchenko lo nombró en honor a su hijo Mijailo. El nombre Jútir-Mijáilivski se utilizó por primera vez en 1855, en relación con la construcción de una refinería de azúcar. Los asentamientos Yurasivka y Jútir-Mijáilivski formaban parte del uyezd de Glújov en la gobernación de Chernígov del Imperio ruso. En la década de 1860 se construyó un ferrocarril de vía estrecha a partir de la línea Vorónezh-Zernovye. En 1907 se construyeron líneas ferroviarias adicionales; por lo tanto, Jútir-Mijáilivski se convirtió en una estación central.
En los pueblos de los alrededores, los campesinos fueron obligados a trasladarse a granjas colectivas en 1929-1930. En 1932-1933, esos campesinos sobrevivieron al Holodomor. 
Durante la Segunda Guerra Mundial, Druzhba estuvo ocupada por las tropas del Eje desde octubre de 1941 hasta agosto de 1943. Allí se encontraba un campo de concentración en el que murieron 17 mil personas.
En 1956 (o 1958) se le concedió a Jútir-Mijáilivki el estatus de asentamiento de tipo urbano. Allí había una planta azucarera, una fábrica de bloques de hormigón, tres escuelas secundarias, cinco bibliotecas, un club y un estadio. La ciudad de Druzhba se fundó en 1962 cuando se unieron tres asentamientos: Zhuravka, Yurasivka y Jútir-Mijáilivki.
Hasta el 18 de julio de 2020, Druzhba fue centro del raión de Yampil. El raión se abolió en julio de 2020 como parte de la reforma administrativa de Ucrania, que redujo el número de raiones del óblast de Sumy a cuatro. El área del raión de Yampil se fusionó con otros en el raión de Shostka.
Tras la invasión rusa de Ucrania las tropas rusas lograron ocupar temporalmente Druzhba el 24-25 de febrero de 2022, encontrando fuerte resistencia armada de los guardias fronterizos y residentes locales. A principios de abril de 2022, las fuerzas rusas abandonaron Druzhba y el territorio del óblast de Sumy, pero los bombardeos regulares del raión de Shostka y la ciudad continuó. El 22 de marzo y el 3 de agosto de 2024, la ciudad fue bombardeada con dureza, sufriendo cuantiosos destrozos.
En 2023, el grupo de trabajo de la Comisión Nacional de Estándares Lingüísticos Estatales incluyó a Druzhba en la lista de asentamientos en Ucrania que pueden renombrarse como parte de las campañas de descomunización y la derusificación en Ucrania. El 3 de abril de 2024, la Rada Suprema mostró su apoyo para renombra el lugar como Zhuravske (en ucraniano: Журавське), pero finalmente el nombre aprobado en la Rada Suprema el 19 de septiembre de 2024 fue Jútir-Mijáilivski.

## Demografía
La evolución de la población de Jútir-Mijáilivki entre 1923 y 2022 fue la siguiente:
| 798                                                           | 2828 | 3800 | 9623 | 9714 | 8384 | 7459 | 5726 | 5150 | 5031 | 4832 | 4713 | 4504 |
| (Fuente: Cities & Towns of Ukraine y UKRAINE: Größere Städte) |      |      |      |      |      |      |      |      |      |      |      |      |

Según el censo de 2001, el 85,51% de la población son ucranianos, el 12,06% son rusos y el 1,30%, gitanos. En cuanto al idioma, la lengua materna de la mayoría de los habitantes, el 56,96%, es el ucraniano; del 41,43% es el ruso y del 1,18%, el rumano.

## Infraestructura

### Arquitectura, monumentos y lugares de interés
Jútir-Mijáilivki cuenta con un museo local, dos iglesias ortodoxas, un monumento en memoria de los soldados que murieron durante la Segunda Guerra Mundial, una tumba de un soldado desconocido y fosas comunes.

### Educación
En la ciudad hay tres escuelas, dos de nivel básico I-III y una de nivel básico I-II, una guardería.

### Transporte
La estación de ferrocarril del lugar es la primera estación ucraniana de la línea Briansk-Konotop. Otra línea la conectaba con Unecha y Bilopilia. La carretera T1915 pasa por la ciudad hasta Yámpil. 